# Xã Antrim, Quận Wyandot, Ohio
Xã Antrim (tiếng Anh: Antrim Township) là một xã thuộc quận Wyandot, tiểu bang Ohio, Hoa Kỳ. Năm 2010, dân số của xã này là 1.243 người.